# Edward Wakefield (Philanthrop)
Edward Wakefield (* 29. Juli 1774 in Tottenham, London, England; † 18. Mai 1854 in England) war Farmer, zeitweise Reformer, politischer Autor und Grundstücksmakler. Er entstammte der Familie Wakefield.
Die bekanntesten seiner Kinder waren Edward Gibbon Wakefield (1796–1862), Daniel Bell Wakefield (1798–1858), Arthur Wakefield (1799–1843), William Hayward Wakefield (1801–1848) und Felix Wakefield (1807–1875).

## Leben
Edward Wakefield wurde als zweites Kind von Edward Wakefield (1750–1826) und Priscilla Bell (1751–1832) in London geboren. Sein Vater war Philanthrop und Kaufmann und seine Mutter Schriftstellerin.
Im Oktober 1791, Edward war gerade 17 Jahre alt, heiratete er die fast sieben Jahre ältere Susanna Crush (1767–1816), Tochter eines Kleinbauern aus Felstead, Essex. Seine erste Tochter Catherine Gurney wurde am 17. Juli 1793 geboren. Es sollten noch acht weitere Kinder folgen.
1798 arbeitete Edward teilweise in der Londoner City und versuchte gleichzeitig eine große Farm in Romford ans Laufen zu bringen. Doch nach einigen Rückschlägen mit der Farm, startete er im Juni 1799 mit einer kleineren Farm in Burnham Wyck erneut, zum Leidwesen seiner Familie. Auf Grund des sumpfigen Umlandes der Farm, Malaria war normal in dieser Gegend im frühen 19. Jahrhundert, verschlechterte sich nicht nur der Gesundheitszustand der Familie, sondern auch die Finanzen. 1807 gab Edward die Farm auf und wendete sich ab von der Landwirtschaft.
Im Juni 1808 ging er für eine statistische Erhebung 18 Monate nach Irland, was einerseits ein anregender Job mit Aussicht auf Einkommen war, anderseits aber auch willkommene Flucht vor dem familiären Alltag, mit all seinen Problemen, darstellte.
Im Oktober 1813 startete Edward mit Hilfe von Arthur Young, Autor von ökonomischen und statistischen Werken, sein Geschäft als Grundstücksmakler nahe Bury St. Edmunds, eröffnete ein weiteres Büro in St. James und im folgenden Jahr in Pall Mall in London.
Nachdem seine Frau Susanna 1816 gestorben war, heiratete er 1822 seine 2. Frau Frances Davis heimlich in der britischen Botschaft in Paris. Sie gingen zusammen nach Blois in Frankreich, wo Edward eine Seidenfabrik leitete. Seine Grundstücksangelegenheiten ließ er durch einen Agenten in London regeln. Den Tod seines bevorzugten Sohnes Arthur Wakefield, 1843 im Wairau-Tumult in Neuseeland gefallen, hatte er nie überwunden. In Briefen an die britische Regierung forderte er Vergeltung für den Tod seines Sohnes. Insgesamt wurde es von nun an ruhig um ihn. Über die Jahre bis zu seinem Tod ist nichts bekannt, auch nicht, wann er wieder zurück nach England ging.
Edward Wakefield starb am 18. Mai 1854 an einem unbekannten Ort in England.

## Leistungen
Edward Wakefield ist im Wesentlichen bekannt geworden durch sein Werk An Account of Ireland, Statistical and Political, 1812 in Großbritannien in einer Auflage von 750 Exemplaren publiziert. In den Jahren 1808/1809 bereiste er Irland, ging in Kontakt mit Offiziellen, Wohlhabenden und auch einfachen Leuten vom Lande und stellte so mit dem Erforschten eine statistische, wie auch politische Bestandsaufnahme der Situation Irlands kurz nach der Jahrhundertwende her.
Sein Werk bestand aus 31 Teilen, mit detaillierten Beschreibungen der Provinzen, der natürlichen und menschlichen Ressourcen, der Landwirtschaft, der Fischerei, der Kommunikationsstrukturen, der Bildung, der religiösen Durchdringung der Gesellschaft und deren Funktion, der Industrie, des Handels und der Verwaltung, der politischen Verhältnisse und Lebensverhältnisse der Bevölkerung, inklusive der Beschreibung deren Gewohnheiten und Verhaltensweisen. Edwards Werk hatte wohl keinerlei Auswirkungen auf die Irlandpolitik der britischen Regierung, wohl aber wurde das Werk zur meist verwiesenen Referenz seiner Zeit, wenn von Irland die Rede war.
Das Werk brachte ihn ferner in Kontakt und enger Freundschaft mit Francis Place, einem Utilitaristen  und Philanthropen und Anhänger der Malthus’ Bevölkerungstheorie. Dessen Ziel war, die politische Selbstbildung der Arbeiterklasse durch Lesen, Gespräche und Diskussionen zu erreichen. Edward wurde ein regelmäßiger Besucher seiner Bibliothek und den dort stattfindenden Gesprächskreisen.
1814 stellten Edward Wakefield, Francis Place, William Allen und James Mill einen Antrag auf ein Heim, mit Fürsorge und Heilung, für geistesgestörte Menschen. Im September des Jahres machen Edward Wakefield und Francis Place dann einen Gang von London aus nach West Country, besuchten Unterkünfte, in denen geistesschwache Menschen untergebracht waren und forderten ein Bettenhaus für 400 Menschen nach dem Vorbild in York. 1815 publizierte Edward einen Skandal in der Unterbringung von geistesschwachen Menschen in dem Bethlem Royal Hospital in London. Edward Wakefield und Francis Place kämpften gegen die skandalösen Corn Laws (Korngesetze), welches das Einkommen der reichen Landbesitzer schützte, zum Nachteil der armen Bevölkerung, für die Brot ein wichtiges Grundnahrungsmittel war. 1816 machte Edward einen 800 Meilen langen Marsch durch England um Gefängnisse zu besuchen und über die desolate Situation in ihnen zu berichten. Der Bericht wurde von ihm nie publiziert, da er ohne finanzielle Unterstützung für den Bericht das Einkommen der großen Familie nicht sichern konnte.

## Werke
- An Account of Ireland, Statistical and Political. London 1812 (englisch, zwei Bände).